# 唐·舍曼
唐·舍曼（英語：Don Sherman，1943年10月6日—2017年7月27日），澳大利亚男子草地滚球运动员。他曾代表澳大利亚参加1982年英联邦运动会草地滚球比赛，获得男子四人金牌。